# Мольгино (Смоленская область)
Мольгино — деревня в Новодугинском районе Смоленской области России. Входит в состав Извековского сельского поселения.
Расположена в северо-восточной части области в 10 км к западу от Новодугино, в 7 км западнее автодороги Р132 «Золотое кольцо», на берегу реки Городинка (приток Вазузы). В 11 км восточнее деревни расположена железнодорожная станция Новодугино на линии Вязьма — Ржев.

## Население
| 2014 |
| ---- |
| 49   |

## История
В 1820 г. была воздвигнута церковь Спаса Преображения в стиле зрелого классицизма.
В годы Великой Отечественной войны деревня была оккупирована гитлеровскими войсками в октябре 1941 года, освобождена в марте 1943 года.